# 鈦酸異丙酯
鈦酸異丙酯（英語：Titanium isopropoxide）是钛的异丙醇盐，化学式为Ti[OCH(CH3)2]4，用于有机合成和材料科学中。
鈦酸異丙酯的结构复杂。晶态时，异丙醇钛为四聚体，分子式为Ti4(OCH3)16。非极性溶剂中不聚合，为四面体型反磁性分子。

## 制备
鈦酸異丙酯可由四氯化钛和异丙醇反应制得，副产物为氯化氢：
TiCl4 + 4 (CH3)2CHOH → Ti[OCH(CH3)2]4 + 4 HCl

## 性质
鈦酸異丙酯水解生成二氧化钛：
Ti{OCH(CH3)2}4  +  2 H2O  →  TiO2  +  4 (CH3)2CHOH
该反应是溶胶-凝胶法合成含TiO2材料的基础。产物的特性由添加剂（如乙酸）、加水的量以及混合速度决定 。
鈦酸異丙酯用作Sharpless不对称环氧化反应中的路易斯鹼、Kulinkovich反应制备三元环的催化剂，以及合成前手性硫醚立体选择性氧化时所用的异丙醇钛衍生物催化剂。